# Iranische Automobilindustrie
Die iranische Automobilindustrie ist nach der Öl- und Gasindustrie die drittstärkste Industrie des Landes und trägt 10 % zum iranischen BIP und 4 % zur Beschäftigung bei (700.000 Personen). Im Jahr 2018 war die Islamische Republik Iran der 18.-größte Automobilhersteller der Welt und einer der größten in Asien mit einer Jahresproduktion von mehr als einer Million Fahrzeugen.

## Produktionsentwicklung
Iran entwickelte eine bedeutende Automobilindustrie mit einer Jahresproduktion von bis zu 200.000 Einheiten unter dem Regime von Mohammad Reza Pahlavi. Nach der iranischen Revolution von 1979 ging die Produktion aufgrund des Ersten Golfkriegs und internationaler Sanktionen drastisch zurück. Anfang der 2000er Jahre ist die Automobilproduktion im Iran exponentiell gewachsen. Die iranische Automobilproduktion überschritt 2007/2008 die Millionenmarke. 2009 lag der Iran hinter China, Taiwan, Rumänien und Indien an fünfter Stelle des Pkw-Produktionswachstums. Laut OICA-Statistik sank die Produktion bis 2013 dramatisch auf unter 750.000 Pkw und Nutzfahrzeuge. Bis zum Jahr 2017 verdoppelte sich die Produktionsleistung auf über 1,5 Millionen. 2018 sank sie in Folge der Aufkündigung des Atomabkommen durch die Vereinigten Staaten erneut auf unter 1,1 Millionen.

## Hersteller
Im Jahr 2001 gab es in Iran 13 öffentliche und private Automobilhersteller. Im Jahr 2018 entfielen gut 90 % der gesamten Inlandsproduktion auf die staatlich geführten Unternehmen Iran Khodro und Saipa.